# 杜沃克
杜沃克（Tuvok），由蒂姆·鲁斯饰演，是科幻电视剧《星际旅行：航海家号》的一名角色。他是第一位出现在《星际旅行》系列中的黑种瓦肯人角色。
在航海家号上，杜沃克担任星舰的总安全官与战术官。

## 概览
杜沃克在23世纪中叶出生于瓦肯尼斯，瓦肯尼斯是瓦肯人在月球上的殖民地。
杜沃克曾就读于旧金山的星际舰队学院。他在29岁毕业，并被授任为少尉，在光·苏鲁上校指挥的联邦星舰精进号上担任一名下级的科学官。杜沃克因其在基度玛（Khitomer）事件中卓越的表现而引起了上级的注意。
在星际舰队服役的早期，杜沃克在非瓦肯人的共事中感到不合意，因而他辞去了自己的星际舰队军衔，并回到瓦肯星进行柯林纳（Kolinahr）的仪式：以消除自己的情感。在进行了6年的柯林纳后，杜沃克开始经历庞发（pon farr），这让他与一名瓦肯女性特佩尔（T'Pel）结婚。
在8年后，在经过大量的自省后，杜沃克重新返回了星际舰队，并在星际舰队学院担任一名教官。在教授了几年学员后，杜沃克被短暂地指派到了凯瑟琳·珍妮薇上校指挥的联邦星舰比林斯号（USS Billings）上，然后又随着珍妮薇一同被调到了联邦星舰怀俄明号（USS Wyoming）上，并在最后被指派到了联邦星舰航海家号上担任安全和战术官。
2371年，杜沃克被派往渗透马奇游击队，他登上了查可泰指挥的马奇舰船。在该次任务中，杜沃克的真实身份被马奇的间谍机构发现，他们对杜沃克进行了精神控制（Mind control）的实验。尽管在整场实验中杜沃克都保持着清醒状态，但间谍机构在完成实验后擦除了他的记忆，以确保杜沃克不能回忆起任何细节。在经过此次折磨后，杜沃克被释放回了马奇人之间。马奇舰船与航海家号不久后便先后被卷入了一场事件，两艘船都在非自愿的情况下被谜一般的守护者传送到了第四象限。马奇舰船为了保护航海家号而与一艘卡松舰船相撞同归于尽，其他的一批幸存者与杜沃克与一同被传送上了航海家号，杜沃克恢复了安全和战术官的职位。
在其时，航海家号还接纳了两名第四象限当地的船员：泰莱克斯人尼利克斯与他的奥康帕女朋友凯丝。杜沃克发现了凯丝的心灵感应能力，并协助她提高这种能力。杜沃克也学会了忍受尼利克斯过度地展示友情与情感的举止。后来，一场传送器事故让杜沃克与利尼克斯融为一体，并产生了一个新的个体“杜利克斯”。最后，珍妮薇上校下令使用医生和轮机长贝拉娜·朵芮丝设计的程序，来让两人恢复各自的独立形态。在这件事之后，杜沃克和尼利克斯之间依旧还有一些问题，不过大部分的问题都在一集中得以解决，两人最后终于成为了朋友。
在第四季的第一集中，杜沃克在相对年份的2374年被擢升为少校。
从电视剧的最后一集可以了解到，杜沃克受到了神经退化疾病的侵袭，该病必须通过与家人的心灵融合才能治愈。2377年，他还能够履行自己的职责。但是，在往后的几年中，该疾病逐渐地破坏掉了杜沃克的心智。不过，为了将杜沃克从该必然的未来中拯救出来，2378年，来自未来的珍妮薇上将用一种办法将航海家号送回了第一象限，从而改变了历史。在《星际旅行》的正史中，并没有提到杜沃克受治愈的过程。不过，根据非正史的《航海家号》后续小说《回家》（Homecoming）的描述，在返回了第一象限后，杜沃克与他的大儿子塞克（Sek）在航海家号上相逢，塞克与他的父亲进行了“法托沃”（fal-tor-voh），阻止了疾病的发展。